# Топ-Джангак
Топ-Джангак (кирг. Топ-Жаңгак) — село в Аксыйском районе Джалал-Абадской области Кыргызстана. Административный центр Кара-Сууского айылного аймака.

## География
Село расположено в центральной части области, на левом берегу реки Кара-Суу, на расстоянии приблизительно 29 километров (по прямой) к северо-востоку от города Кербен, административного центра района. Абсолютная высота — 927 метров над уровнем моря.

## Население
Согласно оценочным данным Национального статистического комитета Кыргызской Республики, численность населения села на начало 2023 года составляла 1453 человека.
| год     | 2009 | 2014 | 2015 | 2020 | 2021 | 2023 |
| ------- | ---- | ---- | ---- | ---- | ---- | ---- |
| человек | 1141 | 1533 | 1563 | 1645 | 1719 | 1453 |